# セカリン
セカリン(Secalin)は、ライムギ(Secale cereale)に含まれるプロラミン様糖タンパク質である。
セカリンは、グルテンタンパク質の1つである。セリアック病の人はこのタンパク質に耐性を持たず、そのためこの病気の人は、ライムギの摂取を避ける必要があり、グルテンフリー・ダイエットを行うことが推奨される。